# 和阳街
和阳街曾用名大东街，是中国山西省大同市的一条主要街道，位于平城区古城街道,东西走向，东起东门和阳门，西到古城中心的四牌楼接清远街。长800米。
和阳街形成于明洪武五年修筑大同城之初。
2008年以后，大同开始复原古城风貌，和阳街两侧开始复原。只是作为十字街干道，仍保持了沥青路面，没有改为石头路面。

## 沿街建筑
- 四牌楼
- 大同九龙壁、代王府
- 太平楼
- 法华寺
- 和阳门

## 交汇道路
- 仓巷街
- 都司街
- 太平街
- 李怀角街
- 和阳门内街